# Ký hiệu rúp

Đây là kí hiệu ruble được sử dụng năm 2014

Vào tháng 11 năm 2013, Ngân hàng Trung ương Nga cuối cùng đã quyết định áp dụng một dấu hiệu tiền tệ quốc gia. Nó đã đặt một cuộc thăm dò dư luận trên trang web của mình với năm lựa chọn được lựa chọn trước. Dấu đồng rúp (₽, RUB) là ký hiệu tiền tệ được sử dụng cho đồng rúp Nga, tiền tệ chính thức của Nga. Nó có một chữ cái Kirin chữ S (chữ R trong bảng chữ cái tiếng Việt) với một hành trình ngang thêm. Thiết kế đã được phê duyệt vào ngày 11 tháng 12 năm 2013 sau cuộc thăm dò dư luận đã diễn ra một tháng trước đó. Mã thư ba chữ cái quốc tế (theo tiêu chuẩn ISO 4217 của Tổ chức tiêu chuẩn hóa quốc tế) cho đồng Rúp là RUB. Trong Unicode, mã này được mã hóa tại dấu ngoặc đơn U + 20BD ₽ (HTML ₽).

Trong bản đồ chính trị Nga, dấu hiệu thường đi theo con số (giá trị tiền tệ). Trong bản tiếng Việt và của các ngôn ngữ khác, nó thường đứng trước con số.

Thiết kế tham khảo cho ký hiệu đồng rúp được sử dụng từ năm 2013

Các cuộc tranh luận về việc áp dụng một biểu tượng tiền tệ quốc gia cho đồng rúp Nga bắt đầu gần như ngay từ khi Nga chuyển sang nền kinh tế thị trường và hội nhập kinh tế vào thị trường toàn cầu vào những năm 90, ngay sau khi Liên bang Xô viết tan rã. Ý tưởng là đạt được cùng mức độ công nhận và do đó có ảnh hưởng như các dấu hiệu tiền tệ nổi tiếng như $ (Đô la Mỹ), ¥ (đồng Nhân dân tệ hoặc Yên Nhật) và £ (bảng Anh). Đã có một số cuộc thi chọn ra bảng rúp, do các tổ chức khác nhau tổ chức. Tuy nhiên, Ngân hàng Trung ương Nga đã không chấp nhận một trong những biểu tượng chiến thắng từ những cuộc thi đầu tiên này.
Trong năm 2007, nhóm sáng kiến của các phòng thiết kế và phòng thu của Nga đã đề xuất sử dụng ₽, bức thư Kirin vuốt ve Р (R trong bảng chữ cái tiếng Anh), đại diện cho đồng rúp. Ngay sau đó, nhiều nhà bán lẻ điện tử, nhà hàng và quán cà phê bắt đầu sử dụng dấu hiệu không chính thức. Nó trở nên rất phổ biến và được sử dụng rộng rãi như một tiêu chuẩn trên thực tế.
Vào tháng 11 năm 2013, Ngân hàng Trung ương Nga cuối cùng đã quyết định áp dụng một dấu hiệu tiền tệ quốc gia. Nó đã đặt một cuộc thăm dò dư luận trên trang web của mình với năm lựa chọn được lựa chọn trước.

## Sử dụng khác của biểu tượng
Petro bí mật, được ủng hộ bởi chính phủ Venezuela, sử dụng cùng một biểu tượng như đồng rúp. Peso Philippine tuy nhiên sử dụng một biểu tượng tương tự tuy nhiên các đường đôi hoặc đơn vượt qua phần trên của chữ P và không phải là phần dưới cùng.